# クセノポン

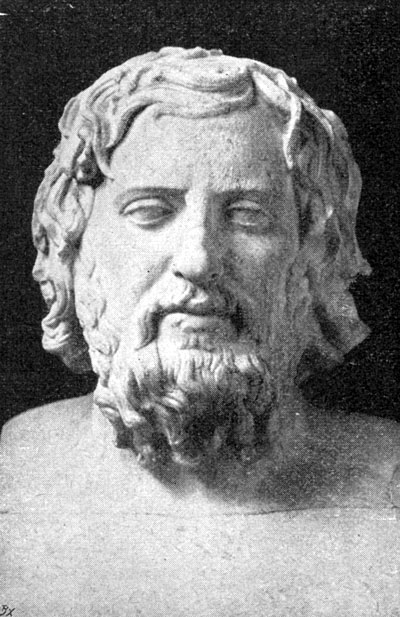
クセノポン

クセノポン（クセノポーン、古希: Ξενοφῶν、英: Xenophon、紀元前427年？ - 紀元前355年？）は、古代ギリシア・アテナイの軍人、哲学者、著述家。アテナイの騎士階級の出身で、ソクラテスの弟子（友人）の1人でもあった。クセノフォンとも。
クセノポンはグリュロスなる人物の息子で（古代ギリシアでは父の名を息子につける慣習があるため）同名の息子がいる。息子のグリュロスは紀元前362年のマンティネイアの戦いでテーバイの名将エパメイノンダスを討ち取ったといわれる（パウサニアス, VIII. 11. 6; IX. 15. 5）。

## 生涯

### ソクラテスとの出会い
クセノポンがソクラテスの弟子になるにあたっては、以下のエピソード（挿話）がディオゲネス・ラエルティオス『ギリシア哲学者列伝』で描かれている（第2巻第6章、岩波文庫（上）加来彰俊訳）。
青年期にアテナイの町を歩いていると、ソクラテスがやってきて、杖でクセノポンの行く手を阻んだ。ソクラテスは、青年クセノポンに尋ねる。「○○を手に入れるには、どこに行けばよいか知っているか？」。クセノポンが答えると、ソクラテスは畳み掛けるように、さまざまな食料品についてこの質問を繰り返した。クセノポンがいちいちそれに答えると、最後にソクラテスはこう言った。「では、立派な人になるためには、どこに行けばよいか知っているか？」。クセノポンが答えられないでいると、ソクラテスはこう言った。「では、私のところに来て、勉強しなさい」。クセノポンは、この時以降、ソクラテスの弟子になったという。

### ペルシアへ
クセノポンは若いころ、ペルシア王アルタクセルクセス2世の弟キュロスが兄王を打倒すべく雇ったギリシア傭兵に参加した（紀元前401年～紀元前399年）。クセノポンがこのことについてソクラテスに相談すると、ソクラテスは「神様にお伺いをたてろ」と言った。しかしクセノポンは「参加するにあたっては、どの神にお供えをすればいいか」とお伺いをたててしまい、その答えを聞いてしまった。クセノポンは参加したくてたまらなかったのであろう。ソクラテスはしかたなく「『参加するにあたっては』、とお伺いを立ててしまった以上、神様にうそはつけない」として、参加を許したという。しかし、このおかげでクセノポンは師の死（紀元前399年）に立ち会うことができなかった。
傭兵として参加した東征も、キュロスの戦死によって失敗に終わる。しかし、雇用主と指揮官の死去によってペルシア帝国の真ん中に放り出された傭兵部隊をまとめ、激しい攻撃や自然の猛威を防ぎながらも敵中を脱することができたのは、クセノポンの名采配あってこそだった。

### ペルシアからの帰還とその後
『アナバシス』はギリシア傭兵たちがまとめて小アジアに侵攻したスパルタに雇われることで終わる。クセノポンは、そのままスパルタ軍の一員として活躍したようである。彼の著作『アゲシラオス』を見ると、スパルタ王アゲシラオス2世に心酔していたことが分かる。始めは、スパルタ軍と小アジアを支配するペルシア帝国との戦いであったが、ギリシア本土で反スパルタ陣営の反乱が生じ、コリントス戦争が勃発するにあたり、スパルタ軍の一員であるクセノポンも反スパルタ陣営との戦いに突入することになる。アテナイも反スパルタ陣営に在ったので、コロネイアの戦いにて、とうとうアテナイ軍を敵にまわして戦うはめになってしまった。
このため、クセノポンは当時の敵国であったスパルタに加担して、祖国に弓を引いたということで、アテナイを追放される。それでも、クセノポンはコリントス戦争をスパルタ側として戦い続けた。その功績を讃えられ、アンタルキダスの和約によってコリントス戦争が終結した後に、クセノポンはスパルタからオリュンピア近くのスキルスに荘園をもらって住み、悠々自適の生活を送りつつ、狩猟や著述にいそしんだという。その後情勢が変わってテーバイがスパルタを破ってスキルスを占領したためにクセノポンはスキルスを追われる事になる。だが、皮肉にも今度はテーバイの台頭を恐れたアテナイとスパルタが同盟を結んだために、クセノポンはアテナイ追放から解かれた。しかし、アテナイに帰国したかどうかは定かではなく、スキルスの次はコリントスに移住し、そこでその生涯を閉じた。没年は定かではない。

## 著作
クセノポンの著作全体は、ギリシア語の模範テキストに多く用いられたため、ほぼ散逸すること無く現代に伝承されている。
ソクラテス関連
師ソクラテスの言行。
- 『ソクラテスの思い出』（メモラビリア）
- 『ソクラテスの弁明』
- 『饗宴』
- 『家政論』（オイコノミコス）

その他（長編）
- 『ギリシア史』 - トゥキュディデスの『戦史』の後を受け書かれ、ペロポネソス戦争の後半戦とアテナイに対するスパルタの勝利、スパルタによるギリシアの覇権奪取、そしてテバイの台頭によるスパルタの凋落を描き、紀元前362年のマンティネイアの戦いを以って終わる。2著を合わせてペロポネソス戦争の記録が完成されたことで知られている。
- 『アナバシス』 - 小キュロスのペルシア王への反乱軍への参加と撤退を描いた。
- 『キュロスの教育』 - アケメネス朝ペルシアを建国した大キュロスの生涯を描いた小説。

その他（短編/小品）
- 『ヒエロン―または僭主的な人』 - シュラクサイの僭主ヒエロン1世を登場人物とした対話篇。
- 『アゲシラオス』 - クセノポンの同時代人で友人でもあったスパルタ王アゲシラオス2世の伝記。
- 『ラケダイモン人の国制』 - スパルタ滞在時の体験を基にスパルタの政体を論じる一方で、当時のスパルタの退廃について批判も行っている。同時代の記録がほとんどないスパルタについての貴重な実録である。
- 『歳入論』
- 『騎兵隊長について』
- 『馬術について』
- 『狩猟について』

偽書
- 『アテナイ人の国制』

## 日本語訳
京都大学学術出版会〈西洋古典叢書〉
- 『ソクラテス言行録 1』 内山勝利訳、京都大学学術出版会〈西洋古典叢書〉、2011年
  - 『ソクラテスの思い出』（メモラビリア）を収録
- 『ソクラテス言行録 2』 内山勝利訳、京都大学学術出版会〈西洋古典叢書〉、2022年
  - 『家政管理論』、『酒宴』（饗宴）、『ソクラテスの弁明』を収録
- 『ギリシア史 1・2』（ヘレニカ）、根本英世訳、京都大学学術出版会〈西洋古典叢書〉、1998-99年
- 『キュロスの教育』 松本仁助訳、京都大学学術出版会〈西洋古典叢書〉、2004年
- 『クセノポン小品集』 松本仁助訳、京都大学学術出版会〈西洋古典叢書〉、2000年
  - 『ヒエロン―または僭主的な人』- 以下を収録
  - 『アゲシラオス』　
  - 『ラケダイモン人の国制』
  - 『政府の財源』
  - 『騎兵隊長について』
  - 『馬術について』
  - 『狩猟について』
  - 『アテナイ人の国制』

文庫判
- 『ソークラテースの思い出』 佐々木理訳、岩波文庫。訳文は古い（初版1953年、改版1974年）
- 『アナバシス』 松平千秋訳、岩波文庫、1993年。旧版は筑摩書房。読売文学賞受賞（第37回）
- 『ソクラテスの思い出』 相澤康隆訳、光文社古典新訳文庫、2022年

その他
- 『ソクラテスの弁明・饗宴』（アポロギア・シュンポシオン） 船木英哲訳、文芸社、2006年。
  - 電子出版：SW出版、2016年[1]
- 『オイコノミコス : 家政について』 越前谷悦子訳、リーベル出版、2010年。
- 『クセノポーンの馬術』 田中秀央・吉田一次訳（荒木雄豪編、新版：恒星社厚生閣）。最古の馬術書としての訳書。